# Seznam katastrálních území v okrese Rokycany
V této tabulce je uveden kompletní výčet katastrálních území Okresu Rokycany, včetně rozlohy a sídel, které na nich leží.
| Název KÚ                | Sídla                                 | Obec                  | km2   |
| ----------------------- | ------------------------------------- | --------------------- | ----- |
| A                       | A                                     | A                     |       |
| Bezděkov u Radnic       | Bezděkov                              | Bezděkov              | 1,2   |
| Biskoupky               | Biskoupky                             | Sebečice              | 2,59  |
| Borek u Rokycan         | Borek                                 | Rokycany              | 2,18  |
| Břasy                   | Břasy                                 | Břasy                 | 3,01  |
| Březina u Rokycan       | Březina                               | Březina               | 7,62  |
| Bujesily                | Bujesily                              | Bujesily              | 6,2   |
| Bušovice                | Bušovice                              | Bušovice              | 6,6   |
| Cekov                   | Cekov                                 | Cekov                 | 4,29  |
| Čilá                    | Čilá                                  | Čilá                  | 1,91  |
| Dobřív                  | Dobřív                                | Dobřív                | 5,58  |
| Drahoňův Újezd          | Drahoňův Újezd                        | Drahoňův Újezd        | 14    |
| Ejpovice                | Ejpovice                              | Ejpovice              | 7,69  |
| Hlohovice               | Hlohovice                             | Hlohovice             | 5,27  |
| Hlohovičky              | Hlohovičky                            | Hlohovice             | 3,88  |
| Holoubkov               | Holoubkov                             | Holoubkov             | 4,21  |
| Hrádek u Rokycan        | Hrádek                                | Hrádek                | 2,96  |
| Hradiště nad Berounkou  | Hradiště                              | Hradiště              | 2,84  |
| Hřešihlavy              | Hřešihlavy                            | Kladruby              | 3,73  |
| Hůrky u Rokycan         | Hůrky                                 | Hůrky                 | 12,07 |
| Cheznovice              | Cheznovice                            | Cheznovice            | 7,81  |
| Chlum nad Berounkou     | Chlum                                 | Chlum                 | 8,53  |
| Chockov                 | Chockov                               | Lhotka u Radnic       | 1,15  |
| Chomle                  | Chomle                                | Chomle                | 2,24  |
| Chotětín                | Chotětín                              | Zbiroh                | 1,14  |
| Jablečno                | Jablečno                              | Zbiroh                | 2,52  |
| Kakejcov                | Drážky, Kakejcov                      | Kakejcov              | 1,86  |
| Kamenec u Radnic        | Kamenec                               | Kamenec               | 1,76  |
| Kamenný Újezd u Rokycan | Kamenný Újezd, Kocanda                | Kamenný Újezd         | 7,73  |
| Kařez                   | Kařez                                 | Kařez                 | 5,87  |
| Kařízek                 | Kařízek                               | Kařízek               | 4,46  |
| Klabava                 | Klabava                               | Klabava               | 1,54  |
| Kladruby u Radnic       | Kladruby, Vojenice                    | Kladruby              | 6,04  |
| Kornatice               | Kornatice                             | Kornatice             | 5,12  |
| Kříše                   | Darová, Kříše                         | Břasy                 | 7,71  |
| Lhota pod Radčem        | Lhota pod Radčem                      | Lhota pod Radčem      | 7,37  |
| Lhotka u Radnic         | Lhotka u Radnic                       | Lhotka u Radnic       | 2,65  |
| Lhotka u Terešova       | Lhotka                                | Ostrovec-Lhotka       | 2,29  |
| Liblín                  | Liblín                                | Liblín                | 6,05  |
| Líšná u Zbiroha         | Líšná                                 | Líšná                 | 18,83 |
| Litohlavy               | Litohlavy                             | Litohlavy             | 7,25  |
| Medový Újezd            | Medový Újezd                          | Medový Újezd          | 13,3  |
| Mešno                   | Mešno                                 | Mešno                 | 5,82  |
| Mirošov                 | Mirošov, Myť                          | Mirošov               | 11,53 |
| Mlečice                 | Mlečice                               | Mlečice               | 7,82  |
| Mostiště u Hlohovic     | Mostiště                              | Hlohovice             | 2,69  |
| Mýto v Čechách          | Mýto                                  | Mýto                  | 17,8  |
| Němčovice               | Němčovice                             | Němčovice             | 2,02  |
| Nevid                   | Nevid                                 | Nevid                 | 4,89  |
| Nová Huť                | Nová Huť                              | Hrádek                | 3,1   |
| Olešná u Radnic         | Olešná                                | Němčovice             | 8,99  |
| Osek u Rokycan          | Osek                                  | Osek                  | 15,13 |
| Ostrovec u Terešova     | Ostrovec                              | Ostrovec-Lhotka       | 17,87 |
| Pavlovsko               | Pavlovsko                             | Dobřív                | 6,57  |
| Plískov                 | Plískov                               | Plískov               | 3,34  |
| Podmokly nad Berounkou  | Podmokly                              | Podmokly              | 8,62  |
| Prašný Újezd            | Prašný Újezd, Skoupý                  | Mlečice               | 2,85  |
| Příkosice               | Příkosice                             | Příkosice             | 7,11  |
| Přísednice              | Přísednice                            | Zbiroh                | 1,7   |
| Přívětice               | Přívětice                             | Přívětice             | 9,55  |
| Radnice u Rokycan       | Radnice, Svatá Barbora                | Radnice               | 10,64 |
| Raková u Rokycan        | Raková                                | Raková                | 5,44  |
| Rokycany                | Nové Město, Plzeňské Předměstí, Střed | Rokycany              | 28,8  |
| Sebečice                | Sebečice                              | Sebečice              | 4,07  |
| Sirá                    | Sirá                                  | Sirá                  | 6,43  |
| Sklená Huť              | Sklená Huť                            | Přívětice             | 11,09 |
| Skomelno                | Skomelno                              | Skomelno              | 2,88  |
| Skořice                 | Skořice                               | Skořice               | 3,74  |
| Smědčice                | Sedlecko, Smědčice                    | Bušovice, Smědčice    | 4,66  |
| Strašice                | Strašice                              | Strašice              | 7,93  |
| Střapole                | Střapole                              | Bušovice              | 3,74  |
| Stupno                  | Stupno                                | Břasy                 | 4,63  |
| Svinná u Hlohovic       | Svinná                                | Hlohovice             | 6,28  |
| Svojkovice              | Svojkovice                            | Svojkovice            | 5,78  |
| Štítov                  | Štítov                                | Štítov                | 1,3   |
| Těně                    | Těně                                  | Těně                  | 4,91  |
| Terešov                 | Bílá Skála, Terešov                   | Terešov               | 6,71  |
| Těškov                  | Těškov                                | Těškov                | 14,17 |
| Trokavec                | Trokavec                              | Trokavec              | 4,23  |
| Třebnuška               | Třebnuška                             | Zbiroh                | 8,72  |
| Třímany                 | Třímany                               | Kladruby              | 3,95  |
| Týček                   | Týček                                 | Týček                 | 3,68  |
| Újezd u Svatého Kříže   | Újezd u Svatého Kříže                 | Újezd u Svatého Kříže | 4,35  |
| Vejvanov                | Vejvanov                              | Vejvanov              | 7,84  |
| Veselá u Rokycan        | Veselá                                | Veselá                | 3,05  |
| Vísky                   | Vísky                                 | Vísky                 | 1,37  |
| Vitinka                 | Vitinka                               | Osek                  | 2,94  |
| Volduchy                | Volduchy                              | Volduchy              | 12,65 |
| Vranovice u Břas        | Vranovice                             | Břasy                 | 6,14  |
| Všenice                 | Všenice                               | Všenice               | 2,67  |
| Zbiroh                  | Zbiroh                                | Zbiroh                | 17,87 |
| Zvíkovec                | Zvíkovec                              | Zvíkovec              | 3,99  |

Celková výměra 575,1 km2